# Duble Sidekick
Duble Sidekick (tiếng Hàn: 이단옆차기; Romaja: Idanyeopchagi) là bộ đôi sản xuất âm nhạc và viết lời của Hàn Quốc; với các thành viên Park Jang-geun (viết lời) và Kim Jung-seung (soạn nhạc). Bộ đôi này được thành lập vào năm 2010 và trở nên nổi tiếng sau khi sản xuất album 100% Ver (2002) của MBLAQ. Sau đó, họ đã tạo ra rất nhiều bản hit. Vào cuối năm 2012 họ mở rộng đội sản xuất của mình với việc mở công ty riêng Duble Kick Entertainment với nhiều nhà soạn nhạc trong công ty. Họ cũng hợp tác với Shinsadong Tiger vào tháng 5 năm 2014 để thành lập công ty giải trí mới mang tên Wellmade Yedang Entertainment.

## Lịch sử sản xuất
| Nghệ sĩ                         | Album                                 | Bài hát | Năm  |
| ------------------------------- | ------------------------------------- | --- | ---- |
| 2PM                             | Grown                                 | - "Game Over" | 2013 |
| Ailee                           | Invitation                            | - "Into the Storm" (폭풍속으로) | 2012 |
| Apink                           | Pink Blossom                          | - "Mr. Chu" | 2014 |
| Apink                           | Pink Luv                              | - "Once Upon a Time" (동화 같은 사랑) - "Good Morning Baby" | 2014 |
| Apink                           | Dear                                  | - "Cause You're My Star" (별의 별) | 2016 |
| Baek Ji-young                   | Good Boy                              | - "Good Boy" | 2012 |
| B.A.P                           | Crash                                 | - "Crash" (대박사건) | 2012 |
| B.A.P                           | Stop It                               | - "Stop It" (하지마) | 2012 |
| Bestie                          | I Need You                            | - "I Need You" - "Hot Baby" - "Thank U Very Much" | 2014 |
| Bestie                          | Love Emotion                          | - "Excuse Me" | 2015 |
| Davichi                         | Mystic Ballad                         | - "Turtle" (거북이) | 2013 |
| Girl's Day                      | Everyday 3                            | - "G.D.P" (Intro) - "Something" - "Whistle" (휘파람) - "Show You" | 2014 |
| Girl's Day                      | Everyday 4                            | - "Darling" - "Look At Me" - "Timing" | 2014 |
| Girl's Day                      | I Miss You                            | - "I Miss You" (보고싶어) | 2014 |
| Girl's Day                      | —                                     | - "Hello Bubble" | 2015 |
| G.NA                            | G.NA's Secret                         | - "Pretty Lingerie(예쁜 속옷)" | 2014 |
| g.o.d                           | Chapter 8                             | - "The Lone Duckling" (미운오리새끼) | 2014 |
| Hyolyn                          | Love & Hate                           | - "Don't Love Me" (사랑 하지 마) - "Red Lipstick" (립스틱 짙게 바르고) - "Falling" | 2013 |
| Jun Hyoseong                    | Top Secret                            | - "Good-Night Kiss" | 2014 |
| Jiyeon                          | Never Ever                            | - "1 Minute 1 Second" (1분 1초) | 2014 |
| Jung Eunji                      | Dream                                 | - "Hopefully Sky" (하늘바라기) | 2016 |
| Jung Eunji                      | The Space                             | - The Spring (너란 봄) | 2017 |
| Kara                            | Day & Night                           | - "Live" - "Mamma Mia" - "So Good" - "Melancholy (24/7)" - "Red Light" (빨간불) | 2014 |
| K.Will                          | Will In Fall                          | - "You Don't Know Love" | 2013 |
| Leessang ft. Yoojin (The SeeYa) | Duble Sidekick Vol.2                  | - "Tears" | 2013 |
| Lyn                             | LYn 8th #2                            | - "I Like This Song" | 2013 |
| MBLAQ                           | 100% Ver. (and BLAQ% Ver.)            | - "Run" - "This Is War" (전쟁이야; Jeonjaengiya) - "Scribble" (낙서; Nakseo) - "She's Breathtaking" (아찔한 그녀; Ajjilhan Geunyeo) - "Hello My EX"                                                                                             | 2012 |
| MBLAQ                           | Broken                                | - "Key" (열쇠) | 2014 |
| Mamamoo                         | Melting                               | - "You're The Best" | 2016 |
| NU'EST                          | Sleep Talking                         | - "Sleep Talking" (잠꼬대) | 2013 |
| Secret                          | Secret Summer                         | - "I'm In Love" | 2014 |
| Sistar                          | Loving U                              | - "Loving U" - "Holiday" | 2012 |
| Sistar                          | Give It to Me                         | - "Miss Sistar" - "Give It to Me" - "The Way You Make Me Melt" (넌 너무 야해) - "A Week" (일주일) - "Hey You" | 2013 |
| Sistar                          | Touch & Move                          | - "Naughty Hands" (나쁜손) | 2014 |
| Sistar                          | Sweet & Sour                          | - "I Swear" | 2014 |
| Sistar                          | "Shake It"                            | - "Shake It" | 2015 |
| Song Jieun                      | 25                                    | - "Twenty Five" (예쁜 나이 25살) | 2014 |
| T-ara                           | Again                                 | - "Don't Get Married" | 2013 |
| T-ara                           | And & End                             | - "I Don't Want You" (남주긴 아까워) | 2014 |
| T-ara N4                        | Jeon Won Diary                        | - "Jeon Won Diary" (전원일기; Jeon Won Ilgi) (Feat. Duble Sidekick, Taewoon) - "Can We Love" (Feat. Duble Sidekick) - "Jeon Won Diary (Electronic)" (Feat. Duble Sidekick, Taewoon) - "Jeon Won Diary (MR ver.)" - "Can We Love (Instrumental)" | 2013 |
| Uee                             | Barefooted Friends: My Story, My Song | - "Hero" | 2013 |
| ZE:A                            | Illusion                              | - "The Ghost of Wind" (바람의 유령) | 2013 |
| Zia                             | —                                     | - "Tears Falling Down" (눈물이 툭) | 2012 |

## Giải thưởng và đề cử
| Năm  | Giải thưởng             | Hạng mục             | Kết quả   |
| ---- | ----------------------- | -------------------- | --------- |
| 2012 | MelOn Music Awards      | Songwriter Award     | Đoạt giải |
| 2013 | Gaon Chart K-Pop Awards | Composer of the Year | Đoạt giải |